# Elk Meadow Park
Elk Meadow Park è un grande parco pubblico ad Evergreen, in Colorado.

## Descrizione
È sede di una serie di attività all'aperto. In estate, le molte miglia di sentiero vengono utilizzate come luogo per correre, passeggiare, fare jogging, mountain bike. Il parco è 1 140 acri (4,60 km²) con la maggior parte di esso composto da prati aperti, con erbe e fiori di campo, il cui ingresso è esclusivamente limitato ai residenti della contea di Jefferson. Il punto più alto del parco è Bergen Peak, a 2 959 metri di altitudine. Ci sono due torrenti stagionali che attraversano il parco, Bergen Creek e Troumbleboard Creek, e numerose sorgenti che alimentano piccole insenature e ruscelli.